# Геоморфологічна одиниця
Геоморфологічна одиниця (мезорегіон) — це одиниця шостого рівня в ієрархічному геоморфологічному розподілі земної поверхні в тому вигляді, в якому цей поділ зазвичай застосовується в Чехії. Вищий підрозділ — геоморфологічна область, підпорядкований — геоморфологічна підодиниця.
Більшість географічних назв, які ми зазвичай розуміємо як єдиний гірський масив, з'являються на цьому рівні.
Приклади: Їзерські гори, Крконоше, Залізні гори.